# Güneş Taner
Güneş Taner (* 14. November 1949 in Istanbul) ist ein türkischer Politiker. Er war kommissarischer Verteidigungsminister seines Landes und im Kabinett von Mesut Yılmaz als Staatsminister für Wirtschaftsfragen zuständig.

## Leben
Güneş Taner wurde 1949 als Sohn von Cengiz Tahir Taner und dessen Ehefrau Süheyla geboren. Er studierte an der Yıldız Teknik Üniversitesi Bauingenieurwesen und an der Istanbul Üniversitesi Literaturwissenschaften. An der State University of New York Polytechnic Institute erwarb er einen Master in Industriebetriebslehre. Taner war Manager bei der Citibank.
Taner war politischer Berater des türkischen Ministerpräsidenten und gehörte zu den Gründern der Anavatan Partisi (ANAP). Bei der Parlamentswahl in der Türkei 1987 wurde er zum Abgeordneten für Istanbul in die Große Nationalversammlung der Türkei gewählt und bei den Wahlen 1987, 1991, 1995 und 1999 bestätigt.
Im Jahr 1990 übernahm Taner kommissarisch das Amt des Verteidigungsministers im Kabinett von Yıldırım Akbulut und war vom 19. bis zum 28. Oktober 1990 im Amt. Im Kabinett von Mesut Yılmaz war er Staatsminister für Wirtschaftsfragen und amtierte vom 30. Juni 1997 bis zum 25. November 1998.

## Türkbank-Skandal
Die erste türkische Privatbank Türk Ticaret Bankası (Türkbank) wurde im Mai 1994 unter staatliche Kontrolle gestellt, nachdem ihr aufgrund der türkischen Finanzkrise die Insolvenz drohte. Die meisten Anteile an der Bank übernahm der türkische Einlagensicherungsfonds (türkisch Tasarruf Mevduatı Sigorta Fonu, TMSF), um sie anschließend in einer öffentlichen Versteigerung zu veräußern.
Die Ausschreibung gewann der Unternehmer Korkmaz Yiğit für 600 Millionen US-Dollar. Die Mitschnitte von vier Telefongesprächen zwischen ihm und dem türkischen Mafia-Boss Alaattin Çakıcı über die Versteigerung wurden öffentlich und verursachte einen Skandal, als der Abgeordnete Fikrit Saglar die Gespräche der Presse und dem Präsidenten der Nationalversammlung übergab. Dieser erfasste auch die Politik, weil Yiğit in einem Videoband Details über seine Beziehungen zu Ministerpräsident Mesut Yılmaz und dem zuständigen Minister Güneş Taner offenbarte. Yiğit erzählte, dass Yılmaz und Taner ihn ermutigt hätten, die Türkbank zu kaufen, und ihm Darlehen anderer Staatsbanken anboten, um den Kauf zu finanzieren. Çakıcı soll Mitbewerber um die Bankanteile bedroht haben.
Das erfolgreiche Gebot wurde annulliert, die Abwicklung des Verkaufes gestoppt, und Çakıcı und Yiğit wurden verhaftet. Die Koalition von Yılmaz wurde durch ein Misstrauensvotum am 11. Januar 1999 abgewählt. Ein parlamentarischer Untersuchungsbericht, der Yılmaz und Güneş gemeinsam der Gebotsmanipulation beschuldigte, wurde obsolet, weil es zu Neuwahlen kam. Nach der Parlamentswahl im Jahr 2002 wurde ein neuer Untersuchungsausschuss gebildet, der die Beschuldigungen gegen die beiden Politiker bestätigte und vorschlug, Yılmaz und Taner vor dem Verfassungsgericht der Republik Türkei (Türkiye Cumhuriyeti Anayasa Mahkemesi) anzuklagen. Der Strafgerichtshof (Yüce Divan) befand in seinem Urteil vom 23. Juni 2006 Yılmaz und Taner nach dem Artikel 205 des türkischen Strafgesetzbuches der Pflichtverletzung für schuldig. Die Strafen wurden in Übereinstimmung mit geltenden Gesetzen nicht vollstreckt.

## Auszeichnungen
Die Russische Plechanow-Wirtschaftsuniversität in Moskau verlieh ihm einen Ehrendoktortitel.